# Sal (canção)
"Sal" (estilizada em letras maiúsculas) é uma canção do DJ e cantor brasileiro Pedro Sampaio e do cantor e drag queen Pabllo Vittar. A canção foi lançada para download digital e streaming através da Warner Music Brasil em 10 de novembro de 2022.

## Lançamento e promoção
A divulgação do single começou com uma estratégia de marketing, onde fotos de Sampaio e Vittar juntos em uma praia repercutirem nas redes sociais e alguns sites especularem um romance. Dias depois, Sampaio e Vittar aproveitaram a visibilidade do Música Boa Ao Vivo para anunciar o single, a primeira parceria musical entre os dois. "Sal" foi lançada para download digital e streaming em 10 de novembro de 2022.

## Controvérsias

### Acusação de plágio
Sampaio foi acusado por internautas de plagiar o astro porto-riquenho Bad Bunny em seu single, em parceria com Vittar. A música foi comparada ao hit "Callaíta" de 2019. A semelhança apontada entre as duas canções está na letra. Ambas as faixas versam sobre uma garota que está curtindo o sol na praia e bebendo. Além da temática, as palavras usadas são parecidas.

## Apresentações ao vivo
Sampaio apresentou "Sal" pela primeira vez no Música Boa Ao Vivo em 8 de novembro de 2022.

## Faixas e formatos
| Download digital / streaming |        |         |  |
| N.º                          | Título | Duração |  |
| 1.                           | "Sal"  | 2:00    |  |

## Desempenho comercial

### Tabelas semanais
| Tabela musical (2022) | Melhor posição |
| --------------------- | -------------- |
| Portugal (AFP)        | 191            |

## Histórico de lançamento
| Região | Data                   | Formato(s)                 | Gravadora(s) | Ref.  |
| ------ | ---------------------- | -------------------------- | ------------ | ----- |
| Várias | 10 de novembro de 2022 | Download digital streaming | Warner Music | [ 5 ] |